# Synchromodaliteit
Synchromodaliteit is het optimaal flexibel en duurzaam inzetten van verschillende transportmodaliteiten in een netwerk onder regie van een logistiek dienstverlener, zodanig dat de klant (verlader of expediteur) een geïntegreerde oplossing voor zijn (achterland)vervoer krijgt aangeboden. 
Essentieel voor een synchromodale oplossing is dat de klant a-modaal boekt. De beslissing over de te gebruiken modaliteit(en) laat hij over aan de logistieke dienstverlener. Deze heeft hierdoor de ruimte om naadloos te kunnen schakelen tussen modaliteiten, een belangrijk mechanisme voor synchromodale vervoersoplossingen. Dat geldt zowel bij het inplannen van het vervoer als bij het omgaan met onverwachte omstandigheden vlak voor of tijdens de uitvoering van het transport. Daarnaast biedt synchromodaliteit de mogelijkheid om transportzendingen te bundelen om zo extra efficiencyvoordelen te behalen. Synchromodaal vervoer heeft met name potentie op corridors en in regio’s met voldoende ladingaanbod. Dit maakt hoogfrequent vervoer met treinen en binnenvaartschepen mogelijk. 
Synchomodaliteit wordt ook gezien als een uitbreiding op intermodaal goederenvervoer. De overeenkomst is dat de goederen in alle modaliteiten in één gestandaardiseerde laadeenheid wordt vervoerd. Synchromodaliteit voegt hieraan toe dat de keuze voor modaliteit en route per transportopdracht wordt bepaald en de mogelijkheid van het real-time wisselen van modaliteit in geval de geplande modaliteit vertraging ondervindt.
Synchromodaal vervoer omvat een breed scala van multimodale diensten, waarmee de logistieke dienstverlener kan voldoen aan de vervoersvraag van de verlader. Modaliteiten die in aansluiting op het deepsea vervoer een rol spelen zijn veelal de weg, de binnenvaart en het spoor, maar ook feedervervoer (vervoer over zee in en rond Europa) en luchtvervoer zijn inzetbaar. De keuze voor een modaliteit wordt door verschillende factoren bepaald en is afhankelijk van het serviceniveau dat een verlader verwacht van het transport. 
Synchromodaal transport biedt in potentie voordelen voor verladers, logistieke dienstverleners en de maatschappij.
- Betrouwbaarheid - vertraging bij de ene modaliteit kan opgevangen worden door te wisselen naar een andere modaliteit.
- Verkorten van lead times - door het bundelen van goederen van verschillende klanten is de volledige capaciteit van een trein of binnenvaartschip sneller gevuld.
- Verhogen van de bezettingsgraad - ook dit is een gevolg van bundeling van goederenstromen door de logistieke dienstverlener.
- Duurzamer transport - milieu-effectieve keuzes worden door synchomodaliteit gestimuleerd.
- Kostenreductie - Dit is een belangrijk gevolg van het verhogen van de bezettingsgraad.